# Jean-Marc Rodolphe
Rodolphe est un ancien footballeur français né le 12 août 1964 à Laxou (Meurthe-et-Moselle). 
Il évolue comme gardien de but à Metz, Bastia et Sedan, notamment. Il présente la particularité d'avoir choisi à la fin de sa carrière de devenir arbitre.
En 1982 il est membre de l'équipe de France junior.
Après 8 années passées à arbitrer, Jean-Marc Rodolphe occupe depuis la saison de 2007-2008 le poste d'entraîneur des jeunes gardiens au centre de formation du FC Metz.
Il est depuis 2020 l'entraîneur de l'équipe fanion du FC Novéant, en Lorraine.

## Carrière de joueur
- 1985-1989 :  FC Metz
- 1989-1990 :  SC Bastia
- 1990-1992 :  Le Mans UC
- 1992-1996 :  CS Sedan-Ardennes[1]

## Palmarès
- Vainqueur de la Coupe de France en 1988 avec le FC Metz

## Sources
- Col., Football 89, L'Équipe, cf. page 23.